# Stridsvagn m/41
Stridsvagn m/41 (Strv m/41) byl švédský střední tank vyráběný v období 2. světové války.
Tank byl licenční verzí lehkého tanku československé konstrukce LT vz. 38, o který se od roku 1937 se zajímala švédská armáda. U ČKD bylo objednáno asi 90 tanků, nebyly ale dodány, protože je převzalo Německo. Po dohodě s německými úřady bylo ale jako kompenzace za zabavené tanky společnosti Scania-Vabis povoleno vyrábět vlastní tanky na základě licence. V roce 1941 bylo objednáno 116 Stridsvagn m/41 SI a v 1942 bylo objednáno dalších 122 Stridsvagn m/41 pod označením Strv m/41 SII. Strv m/41 SII měly silnější čelní pancíř a nový typ motoru Scania L 603. První vozidla SII byla dodána v říjnu 1943. 
Posledních 16 ze 122 objednaných bylo přestavěno na samohybná děla Sav m/43.
Tanky Stridsvagn m/41 byly vyřazeny z výzbroje v roce 1957 a v 60. letech přestavěny na obrněné transportéry Pbv 301.

## Technické údaje
- rychlost: 42 km/h po silnici
- motor: Scania-Vabis 1664
- výkon: 142 hp

- délka: 4,6 m
- šířka: 2,14 m
- výška: 2,35 m
- hmotnost: 11 000 kg
- pancéřování: 8-50 mm
- osádka: 4
- hlavní výzbroj: bofors m/38 ráže 37 mm
- sekundární výzbroj: 2x m/39 ráže 8mm